# پوسیولوک کامیشلینسکوگو ملکومبیناتا
پوسیولوک کامیشلینسکوگو ملکومبیناتا (انگلیسی: Posyolok Kamyshlinskogo melkombinata) یک شهرک در منطقه شهری اوفای جمهوری باشقیرستان در کشور روسیه است.